# Arktikmorneftegasraswedka
Arktikmorneftegasraswedka (AMNGR, russisch Арктикморнефтегазразведка, deutsch etwa ‚Arktik-Meer Erdöl-Gas-Erkundung‘) ist ein russisches Unternehmen, das 1979 zur Erkundung, Exploration und dem Betrieb von Erdöl- und Erdgasfeldern im russischen Kontinentalsockel arktischer Gewässer gegründet wurde. 
Das Unternehmen hat seitdem mehrere Erdöl- und Gasfelder exploriert. Es betreibt eine Flotte von 25 Schiffen und eine Hubinsel (Stand 2011).
Die Hubinsel Kolskaya des Unternehmens kenterte in einem Unwetter etwa 200 Kilometer vor der Küste der Insel Sachalin und sank am 18. Dezember 2011 im Ochotskischen Meer.
Arktikmorneftegasraswedka gehört zu dem staatlichen russischen Unternehmen Sarubeschneft.